# برزرکر (فیلم ۲۰۰۴)
«برزرکر» (انگلیسی: Berserker (2004 film)) یک فیلم است که در سال ۲۰۰۴ منتشر شد. از بازیگران آن می‌توان به پل جوهانسون و کاری ورر اشاره کرد.